# 三津家正之
三津家 正之（みつか まさゆき、1954年10月30日 - ）は、日本の実業家。三菱ケミカルホールディングス取締役、田辺三菱製薬代表取締役社長を経て、取締役、相談役を歴任した。

## 人物・経歴
- 1954年（昭和29年）10月30日、福岡県福岡市出身。
- 1973年（昭和48年）3月1日、福岡県立修猷館高等学校卒業。日本電気社長を務めた新野隆とは中学、高校の同級生であり親友であった。
- 1982年（昭和57年）3月31日、東京大学大学院薬学博士課程修了。4月1日、三菱化成工業（現・三菱ケミカル）に入社。1999年（平成11年）10月1日、東京田辺製薬との合併に伴い発足した三菱東京製薬にて横浜研究所 創薬基盤研究所長に就任。
- 2000年（平成12年）、三菱化学の戦略スタッフ部門 経営企画室兼ライフサイエンス事業推進室次長に就任し、研究開発体制の改革を担う。
- 2002年（平成14年）、三菱化学のバイオ関連会社「ゾイジーン株式会社」の設立に伴い同社に異動、2004年（平成16年）4月から2007年（平成19年）3月まで取締役社長を務めた。
- 2007年（平成19年）4月から9月30日まで、三菱ウェルファーマ理事製品戦略部長を務めた。
- 2007年10月、田辺製薬と三菱ウェルファーマが合併し、田辺三菱製薬株式会社が発足。同社理事製品戦略部長。2008年（平成20年）6月、執行役員 製品戦略部長。2009年（平成21年）6月、取締役執行役員 製品戦略部長。2011年（平成23年）6月、取締役執行役員 製品戦略担当兼製品戦略部長などを歴任。
- 2012年（平成24年）4月には取締役常務執行役員 開発本部長兼メディカルサイエンス部長、11月から取締役常務執行役員 開発本部長、2014年（平成26年）4月から代表取締役専務執行役員 経営戦略・経営管理担当、6月20日から代表取締役社長 社長執行役員・地球快適化インスティテュート取締役・三菱ケミカルホールディングス取締役、2015年（平成27年）7月から代表取締役社長 社長執行役員開発本部長、同年10月から2020年（令和2年）3月31日まで代表取締役社長 社長執行役員を務めた。2020年（令和2年）4月1日、取締役などを経て退任。